# Tuvalu nos Jogos Olímpicos de Verão da Juventude de 2010
Tuvalu participou nos Jogos Olímpicos de Verão da Juventude de 2010 em Singapura. Sua delegação foi composta de apenas dois atletas que competiram em igual número de esportes.

## Atletismo
| Evento          | Atleta      | Qualificação | Qualificação | Final      | Final        |
| Evento          | Atleta      | Resultado    | Posição      | Resultado  | Posição      |
| --------------- | ----------- | ------------ | ------------ | ---------- | ------------ |
| 400 m masculino | Maima Moiya | 1:03.28      | 26º (7º q1)  | Não largou | -- (Final D) |

## Badminton
| Atleta            | Evento           | 1ª rodada                                      | 2ª rodada                             | 3ª rodada                                       | Pos. | Quartas-de-final | Semifinais  | Final       | Pos. final  |
| ----------------- | ---------------- | ---------------------------------------------- | ------------------------------------- | ----------------------------------------------- | ---- | ---------------- | ----------- | ----------- | ----------- |
| Tiaese Tapumanaia | Simples feminino | THA Sapsiree Taerattanachai D 0-2 (1-21, 0-21) | TPE Mei-Hui Chiang D 0-2 (1-21, 4-21) | SRI Lekha Handunkuttihettige D 0-2 (1-21, 7-21) | 4º   | Não avançou      | Não avançou | Não avançou | Não avançou |